# Gunnar Falk (advokat)
Claes Erik Gunnar Falk, född 5 augusti 1950 i Uppsala domkyrkoförsamling, är en svensk jurist.
Gunnar Falk blev juris kandidat vid Uppsala universitet 1976 och var därefter biträdande jurist vid advokatbyrå. Han är sedan 1981 brottmålsadvokat, verksam i advokatfirman Falk Sjöberg & Partners AB.
Falk var gift första gången 1973–1988 med Monica Jacobsson (född 1949) och andra gången 2002–2009 med Simone Örnklint (född 1952), som är dotter till Annie Jenhoff.

## Kända brottmål (urval)
- Gunnar Falk blev 2003 utsedd till att försvara den person som misstänktes vara Anna Lindhs mördare, den så kallade 35-åringen.[5]
- 1992 försvarade han John Ausonius, känd som Lasermannen, hoppade av i april 1993 men är efter ny begäran åter Ausonius försvarare.
- Senaste försvarare för Tommy Zethraeus.
- Försvarare för Trond Sefastsson (reporter på Kalla Fakta).
- Försvarare för mästerrymmaren Ioan Ursuț.
- Försvarare för generalmajor Tony Stigsson.
- Försvarare för Marita Routalammi; Åmselemorden.
- Sedan tidigare försvarare för Stefan Eriksson ("Uppsala-maffian").
- Utsedd till försvarare för den s.k. 33-åringen; Palme-mordet.